# القيادة العليا للجيش القيصري الألماني

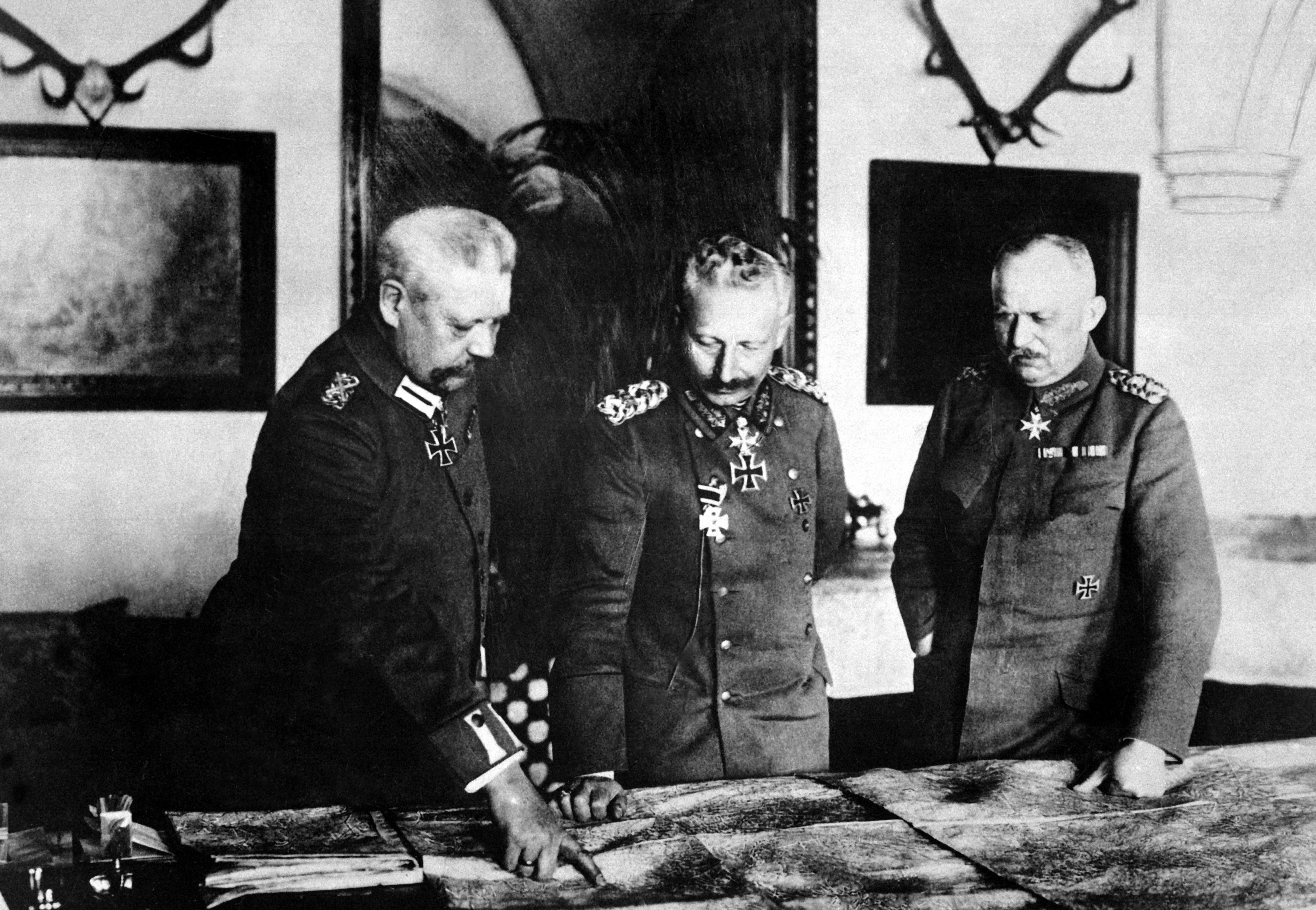
هيندنبورغ، فيلهلم الثاني، لودندورف، يناير 1917

القيادة العليا للجيش (تُلفظ بالألمانية: [ˈoːbɐstə ˈheːʁəsˌlaɪtʊŋ] ، القيادة العليا للجيش أو OHL) أعلى قيادة في الجيش (هير) في الإمبراطورية الألمانية. في الجزء الأخير من الحرب العالمية الأولى، تولت القيادة العليا الثالثة للجيش السلطات الديكتاتورية وأصبحت السلطة السياسية الفعلية في الإمبراطورية.

## تشكيل وتشغيل
بعد تشكيل الإمبراطورية الألمانية في عام 1871، كان الجيش البروسي والجيش الملكي الساكسوني وجيش فورتمبرغ والجيش البافاري يتمتعان بالحكم الذاتي في زمن السلم، حيث تحتفظ كل مملكة بوزارة حرب منفصلة وأركان عامة لإدارة قواتهم. عند اندلاع الحرب، جعل دستور الإمبراطورية الألمانية الإمبراطور القائد الأعلى للجيوش المشتركة (أوبرستر كريجشير، أمراء الحرب الأعلى).
كان دور الإمبراطور كقائد عام احتفاليًا إلى حد كبير، وتكمن السلطة في يد رئيس الأركان العامة الذي أصدر أوامره باسم الإمبراطور. وكان رئيس الأركان العامة قبل الحرب هو العقيد هيلموث فون مولتك (الأصغر) وأوبرست هيريسليتونج هو قائد الأركان برئاسة مولتكه كرئيس للأركان العامة للجيش. :180
تشكلت هيئة الأركان العامة في البداية من خمسة أقسام وتم إنشاء قسمين آخرين خلال الحرب:
- القسم المركزي (Zentral-Abteilung) - أدار الشؤون الداخلية للأركان العامة.
- قسم العمليات (Operationsabteilung) - قلب هيئة الأركان العامة، المسؤول عن التخطيط وإصدار الأوامر
  - قسم العمليات بي (Operationsabteilung B) - أشرف على الجبهتين المقدونية والتركية. انشق عن قسم العمليات في 15 أغسطس 1916.
  - قسم العمليات الثاني (Operationsabteilung II) - كان في السابق قسم المدفعية الثقيلة التابع لقسم العمليات، اندمج مع دائرة الذخيرة الميدانية في 23 سبتمبر 1916. مسؤول عن اقتصاد الحرب.
- قسم المعلومات (Nachrichtenabteilung) - المسؤول عن تحليل الاستخبارات العسكرية. أعيدت تسميته باسم فرقة الجيوش الأجنبية في 20 مايو 1917.
- القسم IIIبي - المسؤول عن التجسس ومكافحة التجسس.
- القسم السياسي (Politische Abteilung) - المسؤول عن المسائل القانونية والاتصال مع السلطات السياسية.

بالإضافة إلى هيئة الأركان العامة للجيش الميداني، كانت القيادة العليا للجيش تتألف من مجلس الوزراء العسكري للإمبراطور، والقائد العام (المسؤول عن الإمداد)، وكبار المستشارين في مختلف المجالات المتخصصة (المدفعية، والهندسية، والطبية، والتلغراف، والذخائر، والسكك الحديدية) وتضم ممثلين عن أربعة وزارات حرب ألمانية وممثلين عن غيرها من السلطات المركزية. كان الإمبراطور أيضًا القائد الأعلى للبحرية الإمبراطورية الألمانية، التي كان يرأسها هيئة الأدميرالية الإمبراطورية الألمانية، ومن أغسطس 1918 من رأسها قيادة الحرب البحرية (مكتب الحرب البحرية). كان التنسيق ضعيفًا في بداية الحرب بين القيادة العليا للجيش وقيادة الحرب البحرية، ولم تكن البحرية تعرف حتى عن خطة شليفن، وهي هجوم أولي على فرنسا عبر بلجيكا.

## قائمة القادة
| الرقم | صورة                    | القائد الأعلى للجيش                 | تولى المنصب         | ترك المنصب     | مدة شغل المنصب    |
| ----- | ----------------------- | ----------------------------------- | ------------------- | -------------- | ----------------- |
| 1     | هيلموث فون مولتك الأصغر | هيلموث فون مولتك الأصغر (1848–1916) | 1 كانون الثاني 1906 | 14 سبتمبر 1914 | 8 سنوات و256 أيام |
| 2     | إريك فون فالكنهاين      | إريك فون فالكنهاين (1861–1922)      | 14 سبتمبر 1914      | 29 أغسطس 1916  | 1 سنة و350 أيام   |
| 3     | بول فون هيندينبيرغ      | بول فون هيندينبيرغ (1847–1934)      | 29 أغسطس 1916       | 3 يوليو 1919   | 2 سنوات و308 أيام |

## التاريخ

### أول قيادة عليا للجيش- مولتك
عندما تمت التعبئة في عام 1914 عند اندلاع الحرب العالمية الأولى، شكل رئيس أركان حرب ألمانيا (هيئة الأركان العامة العظمى) جوهر القيادة العليا للجيش، لتصبح الأركان العامة للجيش الميداني  :180. استمر العقيد هيلموت فون مولتك (الأصغر)، الذي كان رئيس الأركان العامة منذ عام 1906، في منصبه كما فعل معظم رؤساء الفروع. كنتيجة جزئية لعلاقات العمل الطويلة الأمد هذه، فوض مولتك سلطته الكبيرة لرؤساء الأقسام، وخاصة لرئيس قسم العمليات، العقيد جيرهارد تابين، وقسم المعلومات، المقدم ريتشارد هينتش. تم إرسال هؤلاء الضباط في كثير من الأحيان إلى المقر الرئيسي للتحقيق واتخاذ القرار نيابة عن القيادة العليا للجيش.
على الرغم من أن الجيوش الألمانية كانت منتصرة في معركة الحدود، فقد توقف تقدمها في معركة المارن الأولى. تعطلت الاتصالات بين القيادة العليا للجيش والخط الأمامي وتم إرسال Hentsch بواسطة مولتك إلى مقر الجيشين الأول والثاني لتقييم الوضع. بعد تفقد الوضع تم فصل الجيوش عن بعضها البعض عن طريق فجوة من خمسة وعشرين ميلا وفي سياق الخطر بعملية التفاف ومحاصرة، أمر Hentsch التراجع إلى نهر الأين. عند سماع الأخبار من الجبهة، عانى مولتكه من انهيار عصبي في 9 سبتمبر.

### ثاني قيادة عليا للجيش- فالكنهاين
تم استبدال مولتك بوزير الحرب البروسي اللفتنانت جنرال إريك فون فالكنهاين، لأول مرة بشكل غير رسمي في سبتمبر ثم رسميًا في 25 أكتوبر 1914. :179 الرغم من أنه تم الاحتفاظ بتابين كرئيس لقسم العمليات، إلا أن فالكنهاين أحضر اثنين من مساعديه، الجنرال أدولف وايلد فون هوهنبورن وهوغو فون فريتاج-لورينجهوفن، في قيادة الجيش العليا. عمل هوهنبورن كجنرال كوارتيميستر حتى يناير 1915 عندما خلف فالكنهاين وزيراً للحرب البروسية.  حل فريتاج-لورينجهوفن محل هوهنبورن في منصب Generalquartiermeister. على عكس سلفه، فضل فالكنهاين المركزية في إتخاذ القرارات حيث تكون في يديه ونادراً ما أوضح نواياه لمرؤوسيه؛ هذه الخاصية تسببت في صعوبة المؤرخين في تقييم نواياه الفعلية. 
بعد تولي القيادة، انخرط فالكنهاين في السباق نحو البحر عندما حاولت الجيوش الألمانية والفرنسية البريطانية الالتفاف من الشمال. بلغت الحملة ذروتها في إيبرس حيث شن كلا المقاتلين هجمات كبيرة فشلت في تحقيق انفراجة.  سيطرت قضيتان استراتيجيتان على فترة بقاء فالكنهاين كرئيس لهيئة الأركان العامة.
الأول هي الأولوية الممنوحة للجبهتين الشرقية والغربية. جعلت الانتصارات في معركة تانينبرغ ومعركة بحيرات ماسوريان الأولى من المارشال بول فون هيندينبرج بطلاً. سعى هيندنبورغ وأنصاره إلى تحويل الجهد الرئيسي لألمانيا إلى الجبهة الشرقية على أمل إخراج روسيا من الحرب.  قاوم فالكنهاين هذا، معتقدا أن فرنسا وبريطانيا العظمى كانتا المعارضين الحقيقيين وأن النصر الحاسم ضد الروس كان مستحيلاً. 
وكان الشاغل الثاني هو معركة فردان، مركز إستراتيجية فالكنهاين الغربية. كتب فالكينهاين بعد الحرب أن نيته كانت جذب الجيش الفرنسي إلى معركة استنزاف. لكن مع تطور المعركة، كانت الإصابات بين الجيشين متساوية تقريبًا. بعد فشل إستراتيجية فالكنهاين في فردان ودخول مملكة رومانيا في حرب الحلفاء في أغسطس 1916، تم استبداله في 29 أغسطس من قبل هيندنبورغ.

### ثالث قيادة عليا للجيش - هيندينبيرغ
أصبحت فترة قيادة باول فون هيندنبورغ تُعرف باسم داغتا القيادة العليا للجيش الألماني (ثالث قيادة عليا للجيش) ولكن هيندنبورغ «لم يكن المركز الفكري للتخطيط الاستراتيجي [...] ولا للاقتصاد الحربي الجديد»،  :513 كما هو مقترح في برنامج هيندنبورغ في 31 أغسطس 1916. وكان معظمهم من الشخصيات الرئيسية وممثل القيادة العسكرية للجمهور. تم ممارسة السيطرة بشكل رئيسي من قبل نائبه، جنرال المشاة إريش لودندورف، الذي حصل على لقب Erster Generalquartiermeister (First Quartermaster General).  :513-514 والحكومة الثنائية تهيمن على عملية صنع القرار فيما يتعلق بالجهود العسكرية الألمانية، إلى حد أنها وصفت في بعض الأحيان بديكتاتورية عسكرية، يحل محل الملك والمستشار تيوبالت فون بتمان هولفيغ، الذين تممن استبداله بجورج ميكايليس في صيف عام 1917.   :19–20
سعت القيادة العليا للجيش، من خلال برنامج هيندينبيرغ، وهي إستراتيجية شاملة للحرب، إلى تحقيق نصر حاسم. أمر لودندورف باستئناف حملة غواصات يو غير المقيدة والتي مع برقية زيمرمان، استفزت الولايات المتحدة لدخول الحرب. كفلت القيادة العليا للجيش المرور الآمن لفلاديمير لينين وشركائه من سويسرا إلى روسيا. بعد ثورة أكتوبر، تفاوضت القيادة العليا للجيش على معاهدة بريست ليتوفسك لتحرير القوات من أجل هجوم الربيع لعام 1918 على الجبهة الغربية. مع سلسلة الأنتصارات السريعة للحلفاء بدءًا من معركة أميان التي تعرف بهجوم المائة يوم أجبرت الجيوش الألمانية على الانسحاب خلف خط هيندينبيرغ، مما جعل ألمانيا تطلب الهدنة. في أواخر سبتمبر 1918، دعا لوديندورف إلى «إضفاء الطابع البرلماني» على الحكومة الألمانية وعمل مفاوضات هدنة فورية. لكنه تراجع وطلب باستئناف القتال في أكتوبر، فتمت إقالة لودندورف وحل محله اللفتنانت جنرال فيلهلم جرونر. بقي هيندنبورغ في منصبه حتى استقالته من القوات المسلحة في صيف عام 1919.

### الهدنة والانحلال
عندما بدأت الثورة الألمانية، نصح هيندنبورغ وGroener الإمبراطور بالتنازل عن العرش. توصل جرونر في وقت لاحق إلى اتفاق مع زعيم الاشتراكيين الديمقراطيين فريدريش إيبرت المعروف باسم ميثاق إيبرت - غرونر الذي وافقت بموجبه قيادة الجيش على دعم الحكومة الجمهورية الجديدة. مع انتهاء الحرب في نوفمبر 1918، تم نقل القيادة العليا للجيش من Spa إلى Schloss Wilhelmshöhe في كاسل، للإشراف على انسحاب الجيوش الألمانية من الأراضي المحتلة. كان الموقع النهائي للقيادة العليا للجيش في كووبجك بعد فبراير 1919 حيث تحول التركيز العسكري إلى منع التعدي على الأراضي من قبل الجمهورية البولندية الثانية.
في يوليو 1919، تم حل القيادة العليا للجيش والأركان العامة العليا بأمر من معاهدة فرساي. لبضعة أيام، حل Groener محل هيندينبيرغ كرئيس هيئة الأركان العامة، بعد أن استقال الأخير في أواخر يونيو. استقال من منصبه كرئيس Kommandostelle Kolberg في سبتمبر 1919.

### مواقع
- برلين، ألمانيا (2 أغسطس - 16 أغسطس 1914)
- كوبلنز، ألمانيا (17 أغسطس - 30 أغسطس 1914)
- مدينة لوكسمبورغ، لوكسمبورغ (30 أغسطس - 25 سبتمبر 1914)
- شارلفيل ميزيير، فرنسا (25 سبتمبر 1914 - 19 سبتمبر 1916)
  - مقر متقدم في شلوس بليس، ألمانيا (9 مايو 1915 - 15 فبراير 1916)
  - مقر متقدم في شلوس بليس، ألمانيا (16 أغسطس - 20 سبتمبر 1916)
- شلوس بليس، ألمانيا (20 سبتمبر 1916 - 10 فبراير 1917)
- باد كروزناخ، ألمانيا (17 فبراير 1917 - 7 مارس 1918)
- سبا، بلجيكا (8 مارس - 13 نوفمبر 1918)
  - مقر متقدم في Avesnes-sur-Helpe، فرنسا (18 مارس - 7 سبتمبر 1918)
- شلوس فيلهلمشوه، ألمانيا (14 نوفمبر 1918 - 10 فبراير 1919)

## قائمة المراجع
- Foley، R. T. (2007) [2005]. German Strategy and the Path to Verdun: Erich von Falkenhayn and the Development of Attrition, 1870–1916 (ط. pbk.). Cambridge: CUP. ISBN:978-0-521-04436-3.{{استشهاد بكتاب}}:  صيانة الاستشهاد: ref duplicates default (link)

## روابط خارجية
- القيادة العليا للجيش